# 詹鹏
詹鹏（1977年10月—），男，汉族，河北清苑人，中国政治人物，1998年6月加入中共，2003年7月参加工作，经济学硕士学位。现任周口市市长。

## 简历
曾任沧州市人民政府副市长，石家庄市人民政府副市长，中共石家庄市委常委、秘书长，中共河北省委常务副秘书长。
2022年8月，任中共河北省委办公厅机关党委书记，2023年5月任河北省机关事务管理局局长；
2024年10月，任河南省周口市市长。